# Mónaco en los Juegos Olímpicos de Milán-Cortina d'Ampezzo 2026
Mónaco participará en los Juegos Olímpicos de Milán-Cortina d'Ampezzo 2026. El responsable del equipo olímpico es el Comité Olímpico Monegasco, así como las federaciones deportivas nacionales de cada deporte con participación.